# Vanadis tagensis
Vanadis tagensis är en ringmaskart som beskrevs av Dales 1955. Vanadis tagensis ingår i släktet Vanadis och familjen Alciopidae. Inga underarter finns listade i Catalogue of Life.